# Општина Завидовићи (Република Српска)
Српска општина Завидовићи је бивша општина Републике Српске, која се налазила у Озренској регији. Формирана је у прољеће 1992. године на територији бивше југословенске општине Завидовићи, а сачињавала су је српска насеља завидовићке општине, сконцентрисана око насеља Возућа. Формално је постојала до потписивања Дејтонског споразума, а фактички је престала да постоји током војне акције Ураган.

## Настанак општине
Према Закону о територијалној организацији и локалној самоуправи Републике Српске из 1994. године, једна од општина у Републици Српској је била и општина Завидовићи која је укључивала насељена мјеста бивше југословенске општине Завидовићи. Српска општина Завидовићи је формирана са циљем да у тешкој војно-политичкој ситуацији организује што нормалнији живот.

## Географија
Српска општина Завидовићи се налазила у сјеверном дијелу Републике Српске. Граничила се са општинама Маглај и Лукавац у Републици Српској. Српска општина Завидовићи је обухватала територију бивше југословенске општине Завидовићи, то јест српска насељена мјеста бивше општине концентрисана око насеља Возућа.
На размеђу 1991. и 1992. године, српска популација завидовићке и бановићке општине, збија редове и под руководством Српске демократске странке организује одступницу на подручјима Возуће, Гостовића и Лозне, који су функционисали као јединствен териториј, то јест српска села општине Бановићи су постала дио Српске општине Завидовићи. Мада тај простор није имао много становника, чинио је половину територије Српске општине Завидовићи.

## Историја
На сједници одржаној на Стошници, половином фебруара формирано је Ратно предсједништво на челу са шумарским инжињером Стојком Благојевићем. У Извршни одбор су изабрани Цвијетин Божић, Чедо Божановић, Раденко Лукић, Ратко Кесић, Бранислав Макрић, Слободан Његомировић и Рајко Достанић. Као предсједник СДС-а остао је и даље Младен Божић, просвјетни радник. На слободном подручју успостављена је ефикасна извршна власт, формирана болница, двије амбуланте, породилиште, санитетска и стоматолошка служба, Црвени крст, школа и предузеће "Криваја".
Српски дио милиције завидовићке општине на челу са командиром Јевтом Благојевићем напушта до тада заједничко Министарство унутрашњих послова, и долази у Возућу међу свој народ, чиме се формира Центар јавне безбједности Српске општине Завидовићи.
Кроз основну школу, под руководством Боривоја Божића, за четири ратне године, школовано је око 1.100 ђака. У истом периоду у стошком породилишту, рођено је преко стотину беба, а у поменутим амбулантама збринуто више стотина рањеника. Црвени крст на челу са предсједником Ранком Стакићем, и Ђоком Симићем, а уз асистенцију општинских структура, привремено је смјестио и прехранио више хиљада избјеглица прогнаних са подручја Зенице, Какња, Жепча, Бановића, Олова и Вареша.
Извршни одбор је одржао преко сто сједница на којима је благовремено рјешавао бројне горуће проблеме: исхрана домицилног и избјеглог становништва, обезбјеђење сјетве, организовање здравствене заштите, школства, превоз за ђаке, успостављање покидане путне и електро-мреже, заштита приватне и друштвене имовине, довоз и дистрибуција донаторске и хуманитарне помоћи. Одржано је 25 сједница Скупштине Српске општине Завидовићи, на којима је основна тема била како опстати, бити свој на своме, и сачувати народ од пријетећег геноцида.
Четврта озренска лака пјешадијска бригада је била пјешадијска јединица Војске Републике Српске у саставу Првог крајишког корпуса. Бригада је била смјештена у насељу Возућа, а њена зона одговорности је била територија Српске општине Завидовићи.

## Политичко уређење
Начелник општине је представљао и заступао општину и вршио извршну функцију у Завидовићима. Општинску администрацију, поред начелника, чинила је и скупштина општине. Институционални центар Српске општине Завидовићи је било насеље Возућа, гдје су били смјештени сви општински органи.

### Повјереништво за Општину Завидовићи
Повјереништво за општину Завидовићи је формирано 1996. године на основу Тачке 2. Амандмана XXXV на Устав Републике Српске и Тачке 2. Одлуке о образовању повјереништава за општине односно подручја која су у цјелини или дјелимично ушла у састав Федерације БиХ. Повјереништво општине извршава налоге Народне скупштине, Предсједника Републике и Владе Републике Српске и врши послове из надлежности Скупштине општине и Извршног одбора, у складу са законом. Повјереништво је образовано у сљедећем саставу:
1. Младен Божић, предсједник,
2. Стојко Благојевић,
3. Раденко Лукић,
4. Јефто Благојевић,
5. Драго Илић,
6. Милован Поповић,
7. Обрад Ивановић.

## Образовање
Према Одлуци о привременом броју и просторном распореду основних школа у Републици Српској из 1994. којом се утврђује број и просторни распоред основних школа као и број издвојених одјељења основних школа у Републици Српској, на територији Српске општине Завидовићи, егзистирала је Основна школа „4. јул” са сједиштем у Возући. Одлуком о привременом броју, структури и просторном распореду средњих школа на територији Републике Српске из 1995. утврђено је да на територији општине не егзистира ни једна средњошколска установа.